# Moeders en Hoeren
Moeders en Hoeren is de 76ste aflevering van de televisieserie Zone Stad. De aflevering wordt in Vlaanderen voor het eerst uitgezonden op 9 mei 2011.

## Verhaal
Tom Segers en Fien Bosvoorde worden opgeroepen voor een nieuwe keldermoord. Tom is er rotsvast van overtuigd dat Maarten De Ryck achter de moord zit, maar Fien blijft in zijn onschuld geloven en start een onderzoek naar de échte dader. Intussen zet Jean-Yves Bosvoorde commissaris Lucas Neefs onder druk zijn dochter te schaduwen. Hij vindt hierin steun bij Tom, die zich ernstige zorgen maakt om de veiligheid van zijn partner. En dan gebeurt het onvermijdelijke. Fien wordt ontvoerd door de keldermoordenaar. En dat blijkt dan toch Maarten de Ryck te zijn. Fien wordt vastgebonden op een koude keldervloer terwijl de kelder onder water gezet wordt.

## Gastrollen
- Tom Van Landuyt - 'Ruige' Ronny Nijs
- Koen De Graeve - Maarten De Rijck
- Christophe Haddad - Maxim Verbist
- Gene Bervoets - Jean-Yves Bosvoorde
- Stijn Van Opstal - Dimitri Alva
- Barbara Sarafian - Inge Daems
- Axel Daeseleire - Patrick Libotte
- Sofie Dykmans - Slachtoffer
- Victor Van Eygen - Maarten De Ryck (jong)
- Jeroen Perceval - Seppe
- Heidi De Grauwe - Elise De Meester